# Aonyx
Aonyx Lesson, 1827 è un genere di carnivori appartenente alla famiglia dei Mustelidi.
Le specie appartenenti a questo genere sono note come lontre senza unghie, caratteristica indicata del resto anche dal nome generico (dal greco a, senza, e onyx, unghia).

## Tassonomia
Il genere Aonyx comprende le specie seguenti:
- Aonyx capensis (Schinz, 1821) - lontra dalle guance bianche africana
- Aonyx cinerea (Illiger, 1815) - lontra senza unghie
- Aonyx congicus Lönnberg, 1910 - lontra dalle guance bianche del Congo

In passato la specie A. congicus, talvolta ritenuta una sottospecie della A. capensis, veniva classificata in un genere a parte, Paraonyx; tale genere comprendeva, oltre alla specie P. congicus, anche P. microdon e P. philippsi, considerate attualmente sottospecie di A. congicus.
Anche A. cinerea veniva classificata in un genere monospecifico, Amblonyx.

## Descrizione
Le caratteristiche principali che distinguono questi Lutrini sono le unghie poco sviluppate, o addirittura assenti, e le membrane natatorie degli arti anteriori incomplete, tanto che presentano «mani» simili a quelle dell'uomo. Tra le tre specie, quella di dimensioni maggiori è la lontra dalle guance bianche africana, che può raggiungere la lunghezza di 155 cm (coda compresa) e i 23 kg di peso; il suo mantello, marrone opaco, è ornato da disegni bianchi sulle guance, sulla gola e sul torace, da cui il nome. Anche la specie del Congo, notevolmente più piccola (il suo peso si aggira infatti sui 7 kg), presenta dei disegni grigi o biancastri sul muso. Il suo mantello, però, è marrone scuro. La specie più piccola del genere, la lontra senza unghie, non supera i 5,4 kg di peso ed è chiamata anche lontra nana. A dispetto del nome, possiede delle unghie, sebbene piuttosto ridotte: non sporgono mai, infatti, oltre la punta delle dita. Anch'essa è di colore marrone scuro, talora grigio genere sul dorso, più chiara sul ventre e grigia o biancastra sulla gola.

## Distribuzione
Tutte e tre le specie sono abitatrici dei corsi d'acqua delle regioni tropicali del Vecchio Mondo. La lontra dalle guance bianche africana è diffusa in Africa nelle regioni che si estendono a sud del Sahara, e precisamente da Etiopia, Congo e Liberia fino alla Provincia del Capo, Camerun e bacino del Congo esclusi, dove è sostituita da A. congicus. La lontra senza unghie, invece, è diffusa in India, nella penisola indocinese, nella Cina meridionale, nelle Grandi Isole della Sonda e a Palawan (Filippine); rispetto alle altre due specie si incontra anche alle foci dei fiumi e lungo le coste.

## Biologia
I membri del genere Aonyx, come tutte le lontre, sono creature acquatiche. A parte la lontra senza unghie, che vive in numerose comunità familiari, sono animali che vivono isolati o a coppie, pattugliando le rive e i corsi d'acqua in cerca di prede, costituite da pesci, crostacei, insetti, molluschi e rane. Le femmine partoriscono da 2 a 5 piccoli che vivono con i genitori per almeno un anno. Grazie alle abitudini acquatiche, a parte i coccodrilli, le specie di Aonyx non hanno praticamente altri nemici. Nella penisola di Malacca la specie asiatica viene addestrata dai locali per catturare i pesci.